# 阿卑多斯戰役 (前322年)
阿卑多斯戰役（Battle of Abydos），發生在公元前322年春天，為希臘化時代一場較不顯著的海戰，是馬其頓軍隊與雅典人所領導的希臘城邦聯軍在拉米亞戰爭中的第一場海戰。
當雅典得知亞歷山大大帝在公元前323年6月逝世後，他們決定反抗馬其頓在希臘的霸權，並招募一支強大的僱傭軍和重建一支強大的海軍，許多希臘城邦也紛紛加入。此時，因為馬其頓在東方的征服行動，馬其頓的歐洲總督安提帕特僅擁有少量的部隊，安提帕特因此撤退至拉米亞，並要求亞洲迅速增援。此時，克拉特魯斯正在奇里乞亞修建艦隊，命令克利圖斯作為艦隊指揮官，先增援一部分軍隊給安提帕特，而雅典海軍試圖控制愛琴海制海權，來阻止亞洲對拉米亞增援，兩方艦隊於阿卑多斯附近發生戰鬥，雅典海軍遭到馬其頓海軍擊敗，部分船隻遭到俘虜，但雅典還保有一定實力。

## 參看條目
- 拉米亞戰爭